# Digital Item
Digital Item é a unidade básica de transação na estrutura MPEG-21. É um objeto digital estruturado, incluindo uma representação padrão, identificação e metadados.
Um Digital Item pode ser uma combinação de recursos como vídeos, faixas de áudio ou imagens; metadados, como descritores e identificadores; e estrutura para descrever os relacionamentos entre os recursos.
Está se tornando difícil para os usuários de conteúdo identificar e interpretar os diferentes direitos de propriedade intelectual associados aos elementos do conteúdo multimídia. Por esse motivo, novas soluções são necessárias para o acesso, entrega, gerenciamento e proteção desse conteúdo.

## Declaração de Digital Item
O MPEG-21 propõe facilitar uma ampla gama de ações envolvendo Digital Items, portanto, há necessidade de uma descrição muito precisa para definir exatamente o que constitui tal item.
Uma Declaração de Item Digital (Digital Item Declaration, DID) é um documento que especifica a composição, estrutura e organização de um Digital Item. O objetivo da Digital Item Declaration é descrever um conjunto de termos e conceitos abstratos para formar um modelo útil para definir o que é um Digital Item. Seguindo esse modelo, um Digital Item é a representação digital de um objeto, que é gerenciado, descrito ou trocado dentro do modelo.

## Identificação de Digital Item

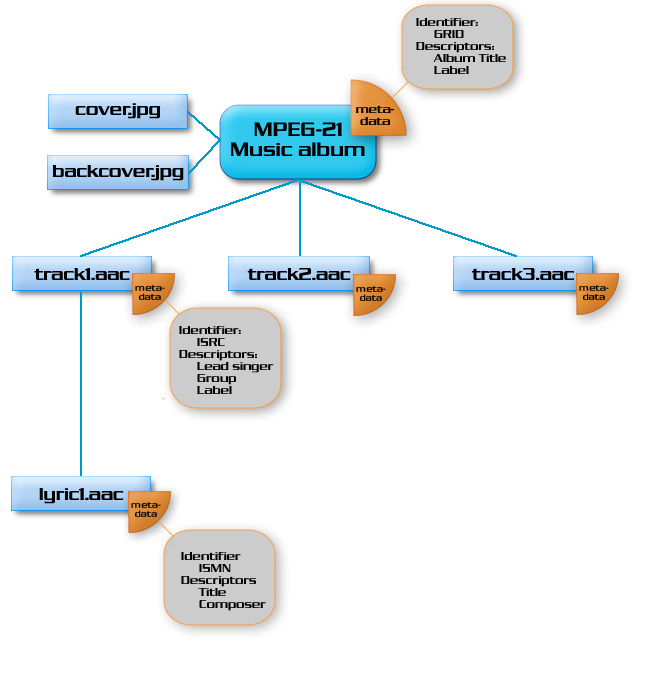
Exemplo visual de um Digital Item

A especificação de Identificação Digital de Itens (Digital Item Identification, DII) inclui não apenas como identificar Digital Items de forma única, mas também como distinguir diferentes tipos deles. Esses Identificadores são colocados em uma parte específica da Declaração de Item Digital, que é o elemento de declaração, e são associados aos Digital Items.
Itens digitais e suas partes são identificados pelo encapsulamento de identificadores uniformes de recursos, que são uma sequência compacta de caracteres para identificar um recurso abstrato ou físico.
Os elementos de um DID podem ter zero, um ou mais descritores; cada descritor pode conter uma declaração que pode conter um identificador relacionado ao elemento pai da declaração. Além das referências aos recursos, um DID pode incluir informações sobre o item ou suas partes. À esquerda, há um exemplo visual sobre os metadados que um álbum de música pode ter em MPEG-21.
É necessário que o DII permita a diferenciação entre os diferentes esquemas que os usuários podem usar para descrever seu conteúdo. O MPEG-21 DII usa o mecanismo XML para fazer isso.

## Adaptação de Digital Items

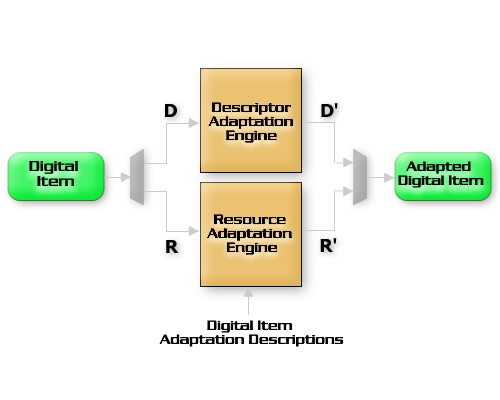
Esquema de adaptação do Digital Item

O principal elemento é obter acesso transparente ao conteúdo multimídia avançado distribuído, evitando que os usuários façam instalação, gerenciamento e implementação de redes e terminais. Isso permitirá o fornecimento de recursos de rede e terminais sob demanda para formar comunidades de usuários onde conteúdo multimídia pode ser criado e compartilhado, sempre com a qualidade, confiabilidade e flexibilidade acordadas/contratadas.
Para atingir este objetivo é necessária a adaptação dos Digital Items. Conforme mostrado no próximo esquema conceitual, um Item Digital está sujeito a um mecanismo de adaptação de descritores, bem como a um mecanismo de adaptação de recursos, que produzem juntos o Digital Item adaptado.

## Formato de arquivo
Neste ponto, sabemos que um Item Digital pode ser uma coleção complexa de informações. É possível incluir mídias estáticas e dinâmicas, por exemplo: imagens e filmes; bem como informações sobre itens digitais, metadados, informações de layout e assim por diante. Também pode incluir dados textuais, XML por exemplo, e dados binários, como uma apresentação MPEG-4 ou uma imagem estática.
A especificação MPEG-21 Parte 9 (ISO/IEC 21000-9) definiu o formato de arquivo MPEG-21. Ele é baseado no formato de arquivo de mídia base ISO e foi projetado para conter um documento XML MPEG-21 base com alguns ou todos os seus recursos auxiliares, potencialmente em um único pacote. Ele usa a extensão de nome de arquivo .m21 ou .mp21 e o tipo MIME application/mp21.